# Équipe de Norvège féminine de rugby à XV
L'équipe de Norvège de rugby à XV féminin est une sélection des meilleures joueuses de Norvège pour disputer les principales compétitions internationales ou affronter d'autres équipes nationales en test matchs. Elle a notamment joué le premier match international officiel de rugby à XV féminin en 2003.

## Histoire
L'équipe de Norvège joue son premier match international officiel de rugby à XV féminin en 2003, à Amsterdam, face à l'Allemagne qui se solde par une large défaite 75 - 0.
L'équipe de Norvège participa au Trophée européen féminin organisé par la FIRA de 2003 à 2007.